# Полёт (авиакомпания)
ЗАО «Авиакомпания  «Полёт» (код IATA — YQ, код ICAO — POT) — российская авиакомпания, базировавшаяся в Воронеже (аэропорт «Чертовицкое»). Выполняла международные грузовые и пассажирские авиаперевозки.
Основана 9 августа 1988 года, ещё в советское время; таким образом, «Полёт» — первая частная авиакомпания в России. В 2002 году компания вышла на рынки аэрофотографии, аэромедицинских и сельскохозяйственных услуг.
В декабре 2014 года было объявлено о том, что авиакомпания «Полёт» прекращает свою деятельность. С 2016 года компания прекратила авиаперевозки. С февраля 2024 года находится в процессе банкротства.

## Флот
- 1 Saab 340b (+4 на хранении)
- 1 Saab 2000 (+4 на хранении)
- 1 Hawker Siddeley HS-125
- 1 Hawker 800

| Тип самолёта           | Эксплуатируется |
| ---------------------- | --------------- |
| Saab 340b              | 1               |
| Saab 2000              | 1               |
| Hawker Siddeley HS-125 | 1               |
| Hawker 800             | 1               |
| Ан-148-100Е            | 2               |
| Boeing 767-200         | 1               |
| Ан-124-100 «Руслан»    | 1               |
| Ил-96-400              | 3               |

## Деятельность
В период с января по декабрь 2011 года авиакомпания на международных и внутренних рейсах перевезла 270 тысяч 130 человек, что составляет 150 % от числа пассажиров перевезённых авиакомпанией в 2010 году. Пассажирооборот, измеряемый в тысячах пассажиро-километров, увеличился на 34 % к 2010 году.
Грузовое подразделение компании «Полёт» увеличило грузооборот до 264 743,59 тысяч тонно-километров, что составило 102 % от показателя прошлого года, переместив на воздушных судах 53 284,308 тонн грузов превысив на 7,8 % показатель 2010 года.
В феврале 2011 года авиакомпания перевезла своего миллионного пассажира. Это событие стало возможным благодаря повышающейся активности авиапассажиров и вводу в эксплуатацию новых воздушных судов. На протяжении 2011 года авиакомпания  увеличила парк пассажирских воздушных судов, приняв два Ан-148-100Е производства воронежского авиазавода (ВАСО).
В 2011—2014 годах в лизинге авиакомпании «Полёт» также находились два Ан-148 — RA-61709  и RA-61710, первый из которых совершил посадку на аэродроме компании в аэропорту Воронежа (Чертовицкое) 28 июля 2011 года.
В 2014 году компания испытывала серьёзное падение объёма работ на регулярных пассажирских перевозках, прекратила выполнять грузовые перевозки, что привело к сильному ухудшению текущих финансовых показателей, многомиллионным долгам и систематическим задержкам оплаты труда работников компании.
В ноябре 2014 года Арбитражный суд города Москвы ввёл в отношении ЗАО «Авиакомпания „Полёт“» процедуру наблюдения на основании иска ОАО «Ильюшин Финанс Ко.». 25 ноября было объявлено о приостановке пассажирских авиаперевозок.
22 декабря 2014 года в связи с ухудшением финансово-экономического состояния авиакомпании и впоследствии основных производственных показателей, влияющих на безопасность полётов и права потребителей, а также из-за несоблюдения эксплуатационных требований связанных с полным прекращением финансирования, сертификат эксплуатанта был приостановлен.
Приказом Росавиации от 3 апреля 2015 года, на основании распоряжения Министерства транспорта Российской Федерации от 23 января 2015 № СА-5-р, в связи с истечением трёх месяцев приостановления действия сертификата эксплуатанта сертификат эксплуатанта № 14 закрытого акционерного общества «Авиационная компания «Полёт» аннулирован.
На декабрь 2016 года всем сотрудникам, уволенным в связи с прекращением деятельности авиакомпании, так и не погасили многомесячную задолженность по заработной плате.
С 2017 года авиакомпания прекратила выполнять свои рейсы и устроила последний полет.

### Происшествия
В 2009 году лайнер Saab-2000 авиакомпании «Полёт», выполнявший рейс Воронеж — Ереван вернулся в аэропорт вылета через 5 минут после взлёта.
В апреле 2010 года самолёт Ан-24 был вынужден совершить посадку в воронежском аэропорту. По сообщению Юго-Восточного УВД на транспорте, при выполнении рейса из Москвы в Воронеж на высоте 4,2 тыс. метров из-за трещины в стекле произошла разгерметизация кабины. На борту находилось 30 пассажиров и 4 члена экипажа, никто не пострадал.
24 июня 2010 года самолёт Saab-2000, выполнявший рейс Воронеж — Москва, вскоре после взлёта совершил экстренную посадку в аэропорту Воронежа в связи с техническими неполадками. На борту находились 49 пассажиров и экипаж. Посадка прошла благополучно, никто не пострадал.